# 姜根福
姜根福（1929年12月20日—2007年12月18日），原名徐根福，南京大屠杀幸存者。

## 生平
徐根福原有父母、两个姐姐、三个弟弟。1937年12月13日，一家八口躲入下关惠民河的芦苇丛中。五天内，三弟被日军摔死，母亲因反抗强奸被开枪打死，父亲被抓走，二姐因反抗强奸被刀劈死。剩下四人流浪多年，后被收养，徐根福改姓姜。
20世纪60年代起，姜根福作为南京市工农讲师团的一员，到学校、机关演讲。因不认同中日邦交正常化，曾拒绝给日本人做报告。
2007年12月18日因心肌梗塞逝世，临终前要求葬在李秀英旁。